# Oblivious (singolo)
Oblivious è un brano musicale del gruppo musicale giapponese Kalafina, pubblicato come loro primo singolo il 23 gennaio 2008. Il brano è incluso nell'album Seventh Heaven, primo lavoro del gruppo. Il singolo ha raggiunto la ottava posizione della classifica Oricon dei singoli più venduti in Giappone, vendendo 38 695 copie. Le tre tracce presenti nel CD singolo sono state utilizzate come image song dei tre film Kara no kyōkai.

## Tracce
CD Singolo SECL-586
1. oblivious
2. Kimi ga Hikari ni Kaete Iku (君が光に変えて行く?)
3. Kizuato (傷跡?, Scar)

## Classifiche
| Classifica (2008) | Posizione più alta |
| ----------------- | ------------------ |
| Giappone (Oricon) | 8                  |